# Aspicilia coronata
Aspicilia coronata är en lavart som först beskrevs av Abramo Bartolommeo Massalongo, och fick sitt nu gällande namn av Martino Anzi. Aspicilia coronata ingår i släktet Aspicilia, och familjen Megasporaceae. Arten är reproducerande i Sverige.